# Тіньовий флот Росії
Тіньовий флот Росії — це група танкерів, які використовуються для обходу санкцій проти Росії через вторгнення до України, що займаються експортом нафти та нафтопродуктів.

## Опис
У звіті The Wall Street Journal у 2024 року йшлося, що значною частиною "тіньового флоту" володіє компанія 2Rivers (колишня Coral Energy). Кількість танкерів компанії налічує щонайменше 100 суден, які перевозять російську нафту, лігроїн та інші нафтопродукти. WSJ пише, що засновник компанії Тахір Гараєв виступає від імені тіньового флоту та тіньових трейдерів, які діють від імені президента Росії Путіна через керівника «Роснафти» Ігоря Сєчина.
За даними Financial Times, що ґрунтуються на дослідженнях Інституту Київської школи економіки (KSE), Росія збільшила потужність свого тіньового танкерного флоту до 70 %. До кінця 2024 року 70 % російської сирої нафти вже перевозитиметься тіньовим флотом, який забезпечить 89 % експорту сирої нафти та 38 % експорту нафтопродуктів морським шляхом, що дозволяє Росії обходити санкції. Значна частина цих суден належить і експлуатується низкою підставних компаній в Індії, Маврикії, ОАЕ та інших юрисдикціях. За даними розслідувань, ці компанії контролюються засновником 2Rivers/Coral Energy Тахіром Гараєвим та Етібаром Ейюбом.
За даними уповноваженого президента України з питань санкційної політики Владислава Власюка, одна з найбільших транспортних компаній, що допомагає РФ експортувати нафту, є 2Rivers/Coral Energy. Такі компанії зазвичай підробляють документи щодо походження, роблять фіктивне перевантаження у відкритому морі, імітують рух коштів, щоб приховати російське походження.
У квітні 2025 року експорт російської нафти почав збільшуватися через те, що майже половина підсанкційних суден відновили транспортування.

## Інциденти
26 грудня 2024 року фінські правоохоронці взяли на абордаж та зупинили судно Eagle S, яке може бути причетне до пошкодження підводного електрокабелю Estlink 2 між Фінляндією та Естонією та належати до тіньового флоту Росії.
14 лютого 2025 року в порту Савони (Італія) стався інцидент із російським танкером Seajewel. На танкері, який прибув з Алжиру, під час вивантаження нафти пролунали два вибухи. Пошкодження судна сталися нижче ватерлінії, проте нафта не розлилася, а члени екіпажу не постраждали.
21 березня 2025 року Німеччина конфіскувала танкер під панамським прапором Eventin із російською нафтою на 40 млн євро.
У березні 2025 року в Норвегії викрили компанію Romarine AS, яка могла видавати фальшиві страхові документи для десятків старих нафтових танкерів з тіньового флоту РФ.
11 квітня 2025 року Сили оборони Естонії затримали нафтовий танкер Kiwala без прапору після того, як той зайшов у Талліннську затоку без прапора. Це судно є частиною тіньового флоту РФ. На судні без прапора виявили 40 порушень. Згодом танкер відпустили після того, як транспортне управління Естонії отримало від Джибуті, що країна включить судно до реєстру до 7 травня. Вийшовши з естонських вод, судно встало на якір недалеко від російського порту Усть-Луга.

## Санкції
17 жовтня Великобританія ввела санкції проти 4 суден 2Rivers (під управлінням компанії Gatik Ship Management): VARUNA (IMO 9332810); SAI BABA (IMO 9321691); ARTEMIS (IMO 9317949); ANTAEUS (IMO 9299733). Розслідування The New York Times виявило, що судно JAGUAR (IMO 9293002), яке перебувало в управлінні Gatik Ship Management, перевозило нафту для Voliton DMCC, підставної торгової компанії Coral/2Rivers, проти якої США запровадили санкції 20 грудня 2023 року.
В лютому 2025 року Україна розширила санкції проти Росії, включивши до них капітанів тіньового флоту РФ.

## Склад флоту
За даними ГУР, російський тіньовий флот налічує до 1000 переважно застарілих суден. Станом на 4 квітня 2025 року, ГУР виявив наступні судна та їхніх капітанів:
- Іван Нікіфоров (капітан судна KOTLAS);
- Дмитро Халльов (судно ONEIROI);
- Олександр Перегудов (судно CARUZO);
- Іван Шашин (судно CARUZO);
- Олександр Григор'єв (судно CARUZO);
- Андрій Лемешко (судно BERRA);
- Михайло Стрижак (судно BERRA);
- Костянтин Коваленко (судно CORUS);
- Владислав Павицький (судно BERRA);
- Сергій Іванов (судно EVENTIN);
- Михайло Іванов (судно CHEN LU).